# مايكل بوغوسيان
مايكل موفسسي بوغوسيان (يشار إليه أحيانًا باسم ميكائيل بوغوسيان، مايكل بوغوسين، ميكائيل بوغوسيان، الأرمينية: Միքայել Պողոսյան، من مواليد 31 مايو 1954، يريفان، أرمينيا SSR) هو ممثل سينما ومسرح وقاضٍ في النسخة الأرمنية البوب المعبود .

## الممارسة المهنية
في عام 1978، تخرج من قسم التمثيل في يريفان للفنون الجميلة ومعهد المسرح. كان قد عمل في مسرح غرفة يريفان من عام 1976 إلى عام 1991 وفي مسرح هامزغيان يريفان دراما في الفترة من 1992 إلى 1994. كان بوغوسيان فاعلاً في أستوديو أرمنفيلم بين عامي 1978 و1992

## فيلموغرافيا مختارة
- زلزال (2016)
- فقدت & وجدت في أرمينيا (2012) باسم الجد ماتساك
- إذا كان الجميع فقط (2012) باسم كجورجن
- سمفونية الصمت (2001) باسم كوندي غزهو
- حافلة المرح (2001) باسم العم خورون
- يريفان بلوز (1998) باسم هابتيك / شرطي / سباربيت / السفير الهندي / مسرح إطفائي
- خابادالادا (1997) باسم همزاسب
- يريفان يناير (1999)
- صوت في البرية (1991) باسم تومازو
- الموعد النهائي في سبعة أيام (1991) مثل ميكائيل بوغوسيان
- ريح النسيان (1990) في دور ميكائيل بوغوسيان
- تايني سوفيتنيك (1989) في دور ميكائيل بوغوسيان
- ثلاثة منا (1988)
- الأحد الأخير (1986) باسم أرمن
- قطرات الثلج و إديلويس (1982) باسم زيخاريف

## الروابط الخارجية
- Official site نسخة محفوظة 13 يونيو 2008 على موقع واي باك مشين. (English, requires Flash)
- مايكل بوغوسيان على موقع IMDb (الإنجليزية)
- مايكل بوغوسيان على موقع قاعدة بيانات الفيلم (الإنجليزية)